# Luik (stad)
Luik (Frans: Liège, voor 1946: Liége; Duits: Lüttich; Waals: Lîdje) is de hoofdstad van de provincie Luik in België. De stad is gelegen aan de Maas, ongeveer 30 km stroomopwaarts van Maastricht. De bijnaam van de stad is La Cité Ardente (De Vurige Stede). Deze naam wordt voor het eerst genoemd in de gelijknamige historische roman van Henri Carton de Wiart uit 1904.
De gemeente Luik telde op 1 januari 2025 197.323 inwoners, waarmee het naar inwonertal de op vier na grootste gemeente in België was. Ongeveer 30.000 inwoners bezitten een buitenlandse nationaliteit. Het hele stedelijke gebied van Luik (met voorsteden als Seraing, Saint-Nicolas, Ans, Herstal en Flémalle) telt ongeveer 600.000 inwoners.

## Geografie

### Ligging
De stad bevindt zich in het gebied waar de hoger gelegen Ardennen overgaan in de heuvelachtige Haspengouw (Frans: Hesbaye), op de plek waar de rivier de Ourthe uitmondt in de Maas. Door de stad stromen thans twee rivierarmen van de Maas, de eigenlijke Maas en de deels kunstmatige Dérivation, waartussen zich het stadsdeel Outremeuse bevindt. Rondom het historische centrum lag nog een rivierarm, die in de 19e eeuw is gedempt, wat te zien is aan het kronkelige verloop van de Boulevard d'Avroy en de Boulevard de la Sauvenière.
De stad wordt omringd door heuvels die in feite onderdeel zijn van het Ardennenplateau, waarin de Maas en andere waterlopen dalen hebben uitgeslepen. De bekendste heuvels zijn de heuvel Sainte-Walburge, waarop zich de citadel van Luik bevindt, de heuvel Publémont of Mont Saint-Martin met de Sint-Maartensbasiliek, en de Cointe-heuvel, waarop zich een monumentaal bouwwerk uit de periode na de Eerste Wereldoorlog bevindt, dat vanuit grote delen van de stad zichtbaar is.

### Deelgemeenten
| # | Naam              | Opp. (km²) | Inwoners (2020) | Inwoners per km² | NIS-code     |
| - | ----------------- | ---------- | --------------- | ---------------- | ------------ |
| 1 | Luik              | 27,94      | 116.640         | 4.175            | 62063A-B-J-M |
| 2 | Wandre            | 4,30       | 6.139           | 1.427            | 62063C       |
| 3 | Jupille-sur-Meuse | 5,79       | 10.741          | 1.854            | 62063D       |
| 4 | Bressoux          | 2,02       | 12.579          | 6.221            | 62063E       |
| 5 | Grivegnée         | 4,79       | 21.020          | 4.392            | 62063F       |
| 6 | Chênée            | 3,28       | 9.030           | 2.751            | 62063G       |
| 7 | Angleur           | 15,02      | 10.882          | 724              | 62063H       |
| 8 | Glain             | 1,23       | 3.069           | 2.486            | 62063K       |
| 9 | Rocourt           | 4,28       | 7.029           | 1.644            | 62063L       |

### Wijken in de deelgemeente Luik
| Naam                     | Bevolking (01/01/2007) |
| ------------------------ | ---------------------- |
| Luik-Centrum             | 4.436                  |
| Amercoeur                |                        |
| Avroy                    | 7.467                  |
| Guillemins               | 10.948                 |
| Sainte-Marguerite        | 15.138                 |
| Saint-Léonard            | 11.771                 |
| Outremeuse               | 9.299                  |
| Longdoz                  | 11.791                 |
| Sainte-Walburge          | 12.748                 |
| Laveu                    | 9.018                  |
| Thier-à-Liège            | 4.315                  |
| Vennes                   | 6.648                  |
| Droixhe                  | 2.709                  |
| Sclessin                 | 6.304                  |
| Totaal deelgemeente Luik | 112.592                |

Bron: Stad Luik

## Geschiedenis

### Etymologie
De naam 'Luik' is Germaans van oorsprong en is wellicht reconstrueerbaar als liudik-, van het Germaanse woord liudiz dat 'mensen / volk' betekent (vergelijk het Nederlandse 'lui(den) / lieden' of het Duitse Leute). Daarnaast bestaan er talloze andere theorieën over de herkomst van de naam. De naam is aangetroffen in een groot aantal Middeleeuwse documenten; in het Latijn in de vorm Leodicum of Leodium, en in het Middelnederlands als Ludic, Ludeke en varianten.
Ook het riviertje Légia wordt wel als oorsprong van de naam Luik geduid.

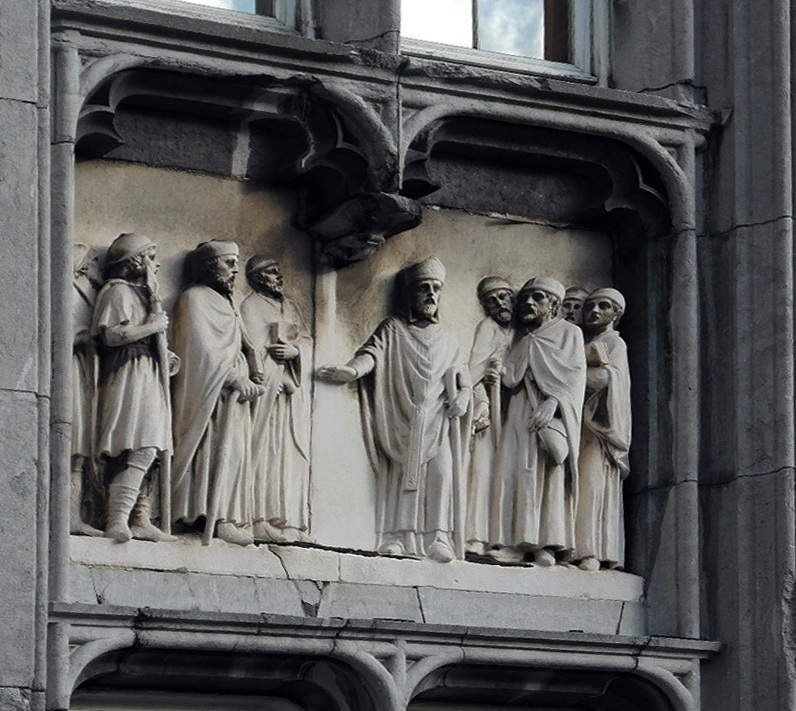
Bisschop Monulfus wijst de plek aan waar de stad Luik tot bloei zal komen (reliëf Provinciaal Paleis, Luik)

### Geschiedenisoverzicht
Lange tijd werd aangenomen dat Luik pas in de 7e of 8e eeuw gesticht werd door de bisschoppen van Maastricht, maar de opgraving van een omvangrijke Romeinse villa op de place Saint-Lambert in het centrum van de stad, heeft aangetoond dat Luik al eerder een plaats van betekenis was. Wellicht was deze villa in 706 de verblijfplaats van bisschop Lambertus, toen deze te Luik vermoord werd. Hier verrees in elk geval de latere Sint-Lambertuskathedraal en het naastgelegen Paleis van de Prins-bisschoppen. Door de moord op Lambertus en het bedevaarttoerisme als gevolg daarvan, ontwikkelde Luik zich snel tot het nieuwe centrum van het bisdom.

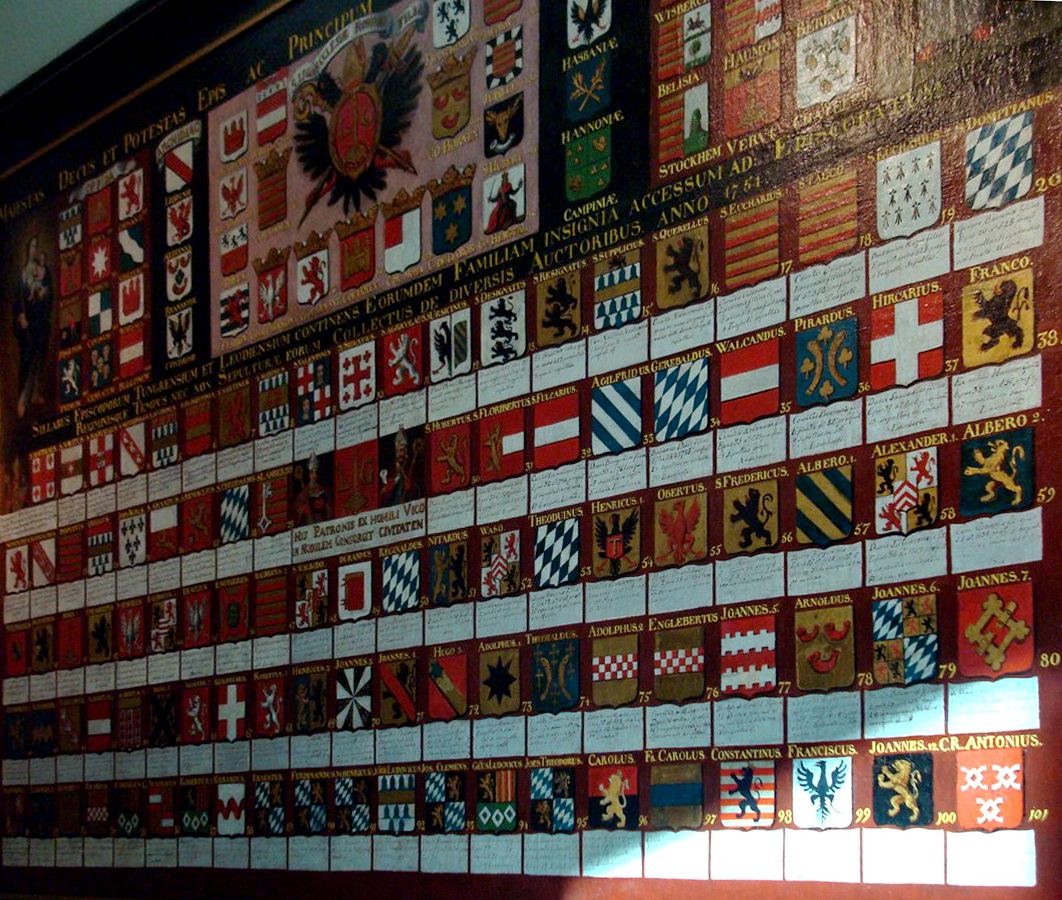
Wapenschilden Luikse bisschoppen

De eerste bloeiperiode van de stad begon eind 10e eeuw onder bisschop Notger. Tijdens zijn bewind en dat van zijn opvolgers Balderik, Waso en Dietwin, werd de Luikse kathedraal herbouwd en werden zeven nieuwe kapittelkerken gesticht. Ook de stichting van de Sint-Jacobsabdij, een benedictijnenabdij, droeg bij tot de uitbouw van de stad. Door de bloei van de Luikse kapittelscholen stond de stad bekend als het "Athene van het Noorden". In de 12e eeuw kwam de Maaslandse kunst tot bloei. Luikse edelsmeedkunst, beeldhouwkunst en geïllumineerde handschriften uit die periode, zoals het doopvont van Reinier van Hoei in de Sint-Bartolomeüskerk, de Vierge de Dom Rupert, het reliekentriptiek van Sainte-Croix en het evangelarium van Arenberg (alle in het Grand Curtius), behoren tot de topwerken van de renaissance van de twaalfde eeuw.
Vele eeuwen lang, tot 1795, werd Luik geregeerd door de Luikse bisschoppen, vanaf 972 prins-bisschoppen genoemd. Het wereldlijk gebied van het prinsbisdom Luik strekte zich uit over het grootste deel van de huidige provincie Luik en de zuidelijke helft van de huidige provincie Namen. Bovendien verwierven de bisschoppen van Luik in 1366 ook het graafschap Loon, dat grotendeels samenvalt met de huidige Belgische provincie Limburg. De hoofdstad Luik was verreweg de grootste van de 23 Goede Steden (Bonnes-Villes) van het prinsdom.
De geschiedenis van Luik wordt gekenmerkt door talloze conflicten tussen het prinsbisdom en de buurlanden (zie o.a. Luiks-Brabantse oorlogen), maar ook tussen de burgers van de stad, de bisschoppen en de adellijke families (zie o.a. de Awans- en Warouxoorlog). Daarbij moesten de prins-bisschoppen diverse malen hun toevlucht zoeken in het naburige Maastricht. De stad kreeg in de 11e eeuw stadsmuren om zich te beschermen en boven op een heuvel verrees een dwangburcht, die in de loop der eeuwen verschillende keren herbouwd is (zie: Citadel van Luik). In 1142 verwoestte een grote brand een aanzienlijk deel van de stad.
Toen de hertogen van Bourgondië – later de Habsburgse koningen van Spanje – allengs de hele Nederlanden onder hun gezag verenigden, bleef het prinsbisdom Luik als onafhankelijke staat daarbuiten, hoewel de Bourgondiërs er wel voor zorgden dat er geen vijandig gezinde prins-bisschoppen werden benoemd. In 1468 werd in het kader van een dergelijke machtsstrijd de stad "getuchtigd" door de Bourgondische hertog Karel de Stoute. Het verzet van de 600 Franchimontezen nam later in de Luikse geschiedschrijving heroïsche vormen aan. Na de verovering van de stad misdroegen de soldaten zich buitensporig, waarbij een kwart van de 20.000 inwoners het leven zou hebben gelaten en de stad grotendeels werd verwoest. Het herstel duurde vele tientallen jaren.
Terwijl in omliggende steden de Reformatie veel aanhang had, wisten de Luikse bisschoppen de hervormingspredikers buiten de stadsmuren te houden. De beeldenstormen van 1566 en 1567 gingen eveneens aan de stad voorbij, maar deze bereikten wel onder meer Hasselt en Maastricht; bisschop Gerard van Groesbeek liet opstanden in deze steden en in Maaseik hardhandig neerslaan. In het najaar van 1568 belegerde Willem van Oranje Luik drie dagen lang zonder succes; zijn troepen plunderden het Luikse platteland. Tijdens de Tachtigjarige Oorlog trachtten de bisschoppen van Luik neutraal te blijven tussen de strijdende partijen. Tijdens de Negenjarige Oorlog kwamen de troepen van Menno van Coehoorn uit de Nederlandse Republiek de Luikenaars te hulp; de Fransen slaagden er evenwel in Luik zwaar te beschieten (zie: Franse beschieting van Luik, 1691).

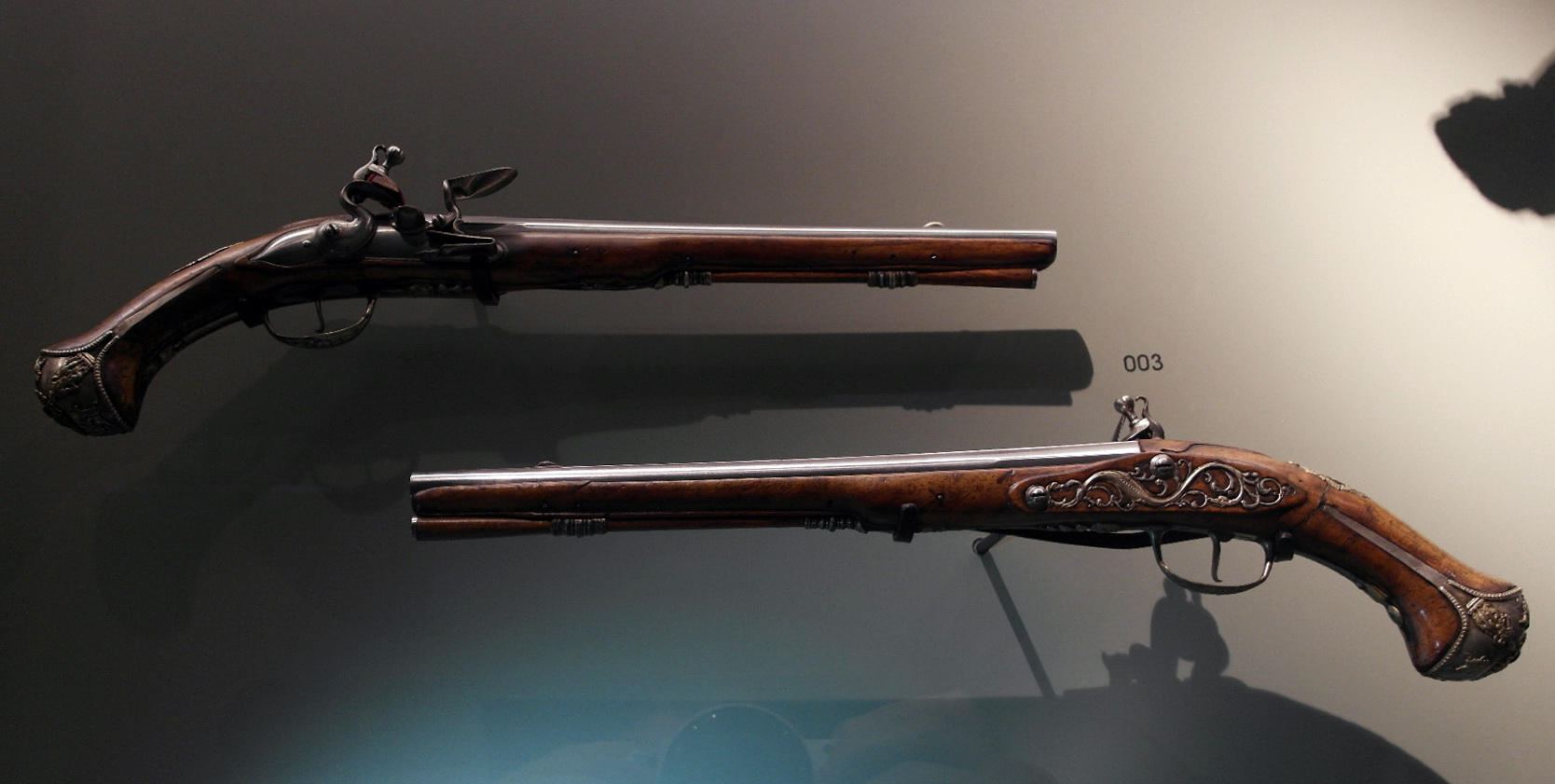
Luikse pistolen, 17e eeuw (Grand Curtius)

Luik had zich vanaf de 16e eeuw ontwikkeld tot een belangrijk centrum van metaalindustrie, met name van wapenindustrie en -handel. Een groot deel van de wapens waarmee in de Tachtigjarige Oorlog strijd werd geleverd, kwam uit Luik. Rijk geworden ondernemers als Jean de Corte (1551-1628) bouwden hun stadspaleizen langs de Maas of elders in de stad (zie: Palais Curtius). Het bisschoppelijk paleis en andere gebouwen werden vernieuwd in de stijl van de Luikse renaissance. In de 17e, en meer nog in 18e eeuw bloeiden de kunsten (zie: Luikse barok).

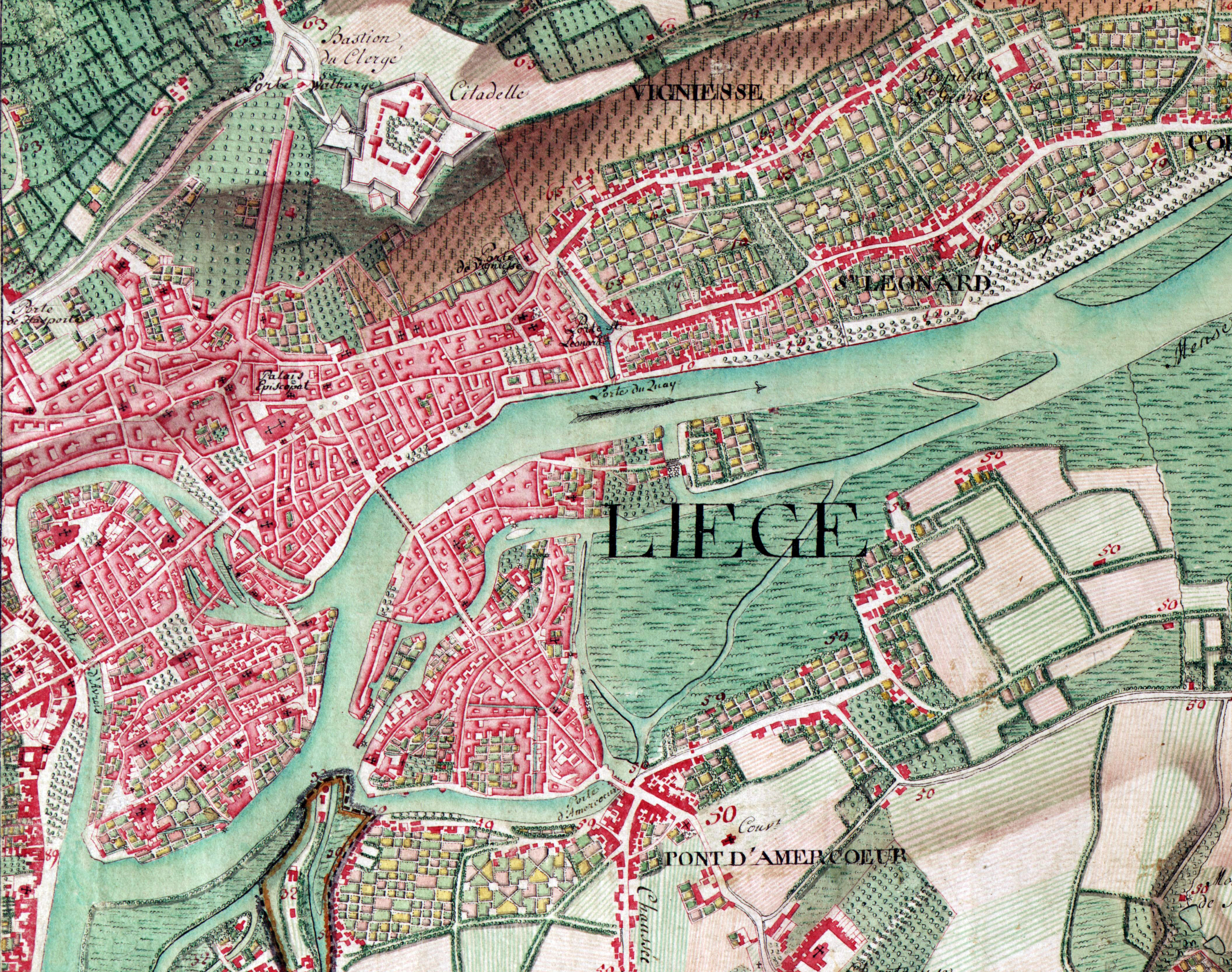
Luik in 1775 voor de grote expansie. De oude waterlopen zijn nog zichtbaar

In augustus 1789, een maand na de Franse Revolutie, vond de Luikse Omwenteling plaats, waarbij de prins-bisschop werd verdreven. De Luikse Republiek hield slechts stand tot 1795, waarna de stad werd ingelijfd bij Frankrijk. In 1794 verwoestten Luikse burgers samen met Franse revolutionairen, de gotische Sint-Lambertuskathedraal, het gehate symbool van het ancien régime. De lege plaats daarvan vormt de huidige place Saint-Lambert. Bij het herstel van het bisdom in het begin van de 19e eeuw werd de Sint-Pauluskerk verheven tot kathedraal.

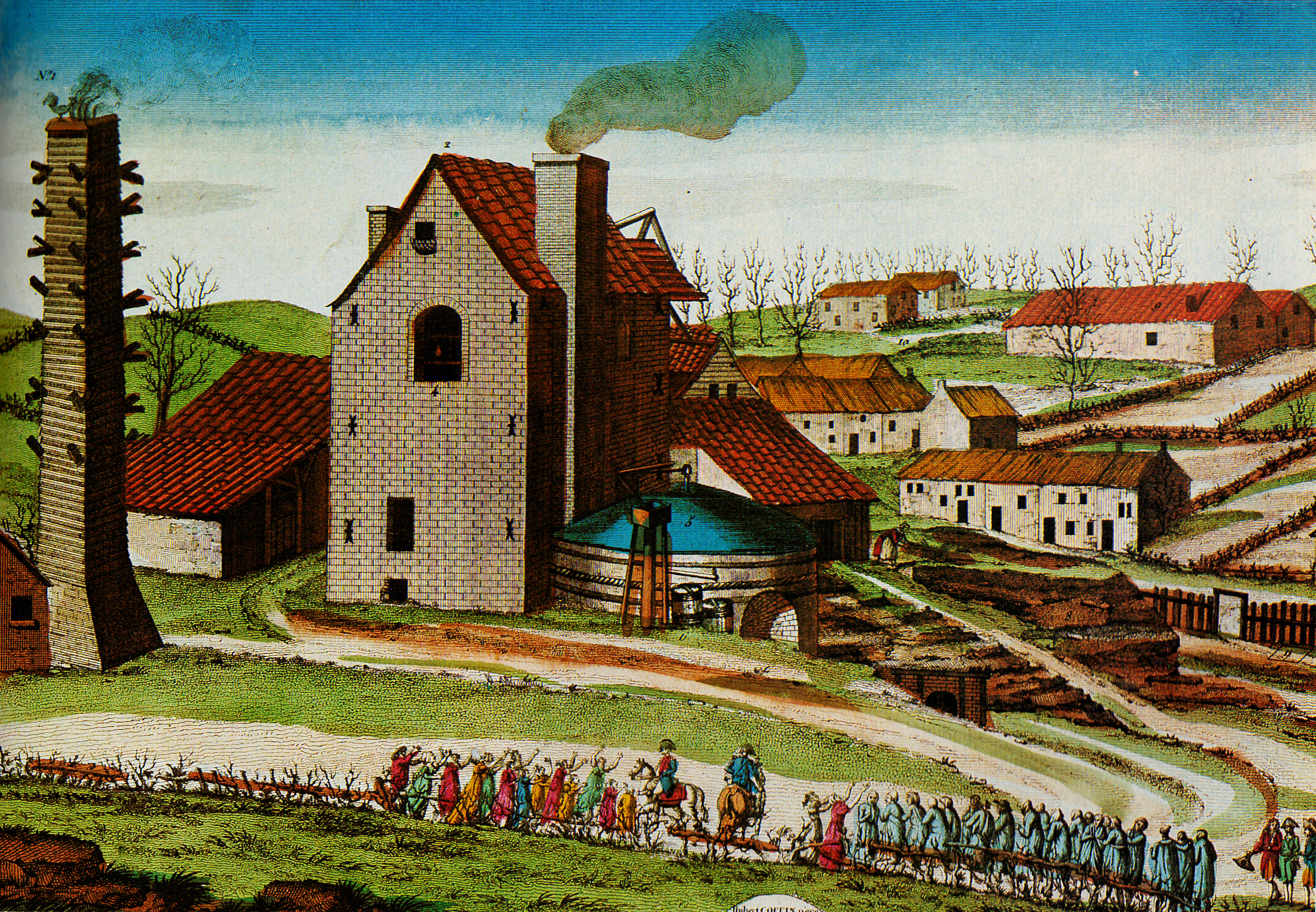
Luikse steenkolenmijn in 1812

De Universiteit van Luik (Université de Liège, afgekort: ULg) werd in 1817 gesticht ten tijde van het Verenigd Koninkrijk der Nederlanden onder koning Willem I. In de 19e en begin 20e eeuw was Luik en omgeving een belangrijk centrum van mijnbouw en staalindustrie, waardoor de stad tot grote welvaart kwam, wat nog te zien is aan de vele deftige herenhuizen uit die periode. In de eerste helft van de 20e eeuw werden in de stad drie wereldtentoonstellingen georganiseerd: die van 1905 en 1930 en de Exposition internationale de la technique de l'eau de 1939.
In 1887 werd begonnen met de aanleg van de forten rond Luik. De slag om Luik, de eerste veldslag van de Eerste Wereldoorlog, speelde zich van 5 tot en met 15 augustus 1914 af in de fortengordel rondom Luik. De stad lag op de Duitse aanvalsroute door België naar Frankrijk. Weinigen verwachtten dat België tegenover de aanzienlijke Duitse militaire overmacht weerstand zou bieden en om die reden trok het taaie verzet van de Luikse forten wereldwijde aandacht. De Engelse krant The Times schreef: "België heeft zich onsterfelijke roem verworven door het geloof in de onoverwinnelijkheid van de Duitse legers te verpletteren." De Franse regering onderscheidde de stad Luik met het Grootkruis van het Legioen van Eer. Het verzet van de Luikse forten vertraagde de Duitse opmars en beïnvloedde daardoor waarschijnlijk het verloop van de oorlog. Tijdens deze veldslag was Luik ook de eerste stad ter wereld die vanuit de lucht werd gebombardeerd (door een Duitse zeppelin). Ook in de Tweede Wereldoorlog vonden in en nabij Luik hevige gevechten plaats.
De economische malaise van de periode na de Tweede Wereldoorlog was het gevolg van het afgenomen belang van mijnbouw en staalindustrie, de verouderde fabrieken die niet konden concurreren met nieuwe industriegebieden, en de kloof tussen de weinig flexibele vakbonden en werkgevers. Een dieptepunt vormde de algemene staking in de winter van 1960-61. De jarenlange economische teruggang is in de omgeving van Luik zichtbaar in de vorm van verlaten fabriekscomplexen en vervallen arbeidersbuurten. Het centrum van de stad, decennialang geplaagd door leegstand en mislukte megalomane projecten, is opgeknapt, waardoor de stad een toenemend aantal toeristen trekt. Symbolen van de 'herboren' stad zijn het futuristische station Luik-Guillemins, het sterk uitgebreide museum Grand Curtius, de vernieuwde Luikse Opera en de schouwburg Théâtre de Liège.
Op 27 januari 2010 kwamen veertien mensen om toen na een hevige gasexplosie een tweetal appartementengebouwen in de rue Léopold instortten. Op 13 december 2011 werd op de place Saint-Lambert een bloedbad aangericht door een vervroegd vrijgelaten crimineel (zie: aanslag in Luik). Er vielen zes doden, inclusief de dader zelf, en 125 gewonden.
Bij de overstromingen van juli 2021 behoorde Luik tot de tien meest getroffen gemeenten.

## Demografie

### Demografische ontwikkeling voor de fusie
- Bronnen: NIS en Stad Luik – Opm: 1806 t/m 1970=volkstellingen; vanaf 1977= inwonertal per 1 januari;
- 1927: aanhechting van gebiedsdelen van Bressoux, Jupille, Herstal en Wandre
- 1977: aanhechting van Angleur, Bressoux, Chênée, Glain, Grivegnée, Jupille-sur-Meuse, Rocourt en Wandre en gebiedsdelen van Ans, Chaudfontaine, Herstal, Seraing, Saint-Nicolas, Esneux en Juprelle; afstand van gebiedsdelen aan Chaudfontaine, Blegny, Wezet en Oupeye

### Demografische ontwikkeling van de fusiegemeente
Alle historische gegevens hebben betrekking op de huidige gemeente, inclusief deelgemeenten, zoals ontstaan na de fusie van 1 januari 1977.
- Bronnen:NIS, Opm:1831 tot en met 1981=volkstellingen; 1990 en later= inwonertal op 1 januari

| Inwoners van jaar tot jaar op 1 januari 1992 tot heden | Inwoners van jaar tot jaar op 1 januari 1992 tot heden | Inwoners van jaar tot jaar op 1 januari 1992 tot heden | Inwoners van jaar tot jaar op 1 januari 1992 tot heden |
| jaar                                                   | Aantal                                                 | Evolutie: 1992=index 100                               |                                                        |
| ------------------------------------------------------ | ------------------------------------------------------ | ------------------------------------------------------ | ------------------------------------------------------ |
| 1992                                                   | 196.303                                                | 100,0                                                  |                                                        |
| 1993                                                   | 196.632                                                | 100,2                                                  |                                                        |
| 1994                                                   | 195.387                                                | 99,5                                                   |                                                        |
| 1995                                                   | 192.393                                                | 98,0                                                   |                                                        |
| 1996                                                   | 190.525                                                | 97,1                                                   |                                                        |
| 1997                                                   | 189.510                                                | 96,5                                                   |                                                        |
| 1998                                                   | 188.568                                                | 96,1                                                   |                                                        |
| 1999                                                   | 187.538                                                | 95,5                                                   |                                                        |
| 2000                                                   | 185.639                                                | 94,6                                                   |                                                        |
| 2001                                                   | 184.550                                                | 94,0                                                   |                                                        |
| 2002                                                   | 185.131                                                | 94,3                                                   |                                                        |
| 2003                                                   | 184.303                                                | 93,9                                                   |                                                        |
| 2004                                                   | 185.488                                                | 94,5                                                   |                                                        |
| 2005                                                   | 185.574                                                | 94,5                                                   |                                                        |
| 2006                                                   | 187.086                                                | 95,3                                                   |                                                        |
| 2007                                                   | 188.907                                                | 96,2                                                   |                                                        |
| 2008                                                   | 189.800                                                | 96,7                                                   |                                                        |
| 2009                                                   | 190.742                                                | 97,2                                                   |                                                        |
| 2010                                                   | 192.504                                                | 98,1                                                   |                                                        |
| 2011                                                   | 194.715                                                | 99,2                                                   |                                                        |
| 2012                                                   | 195.576                                                | 99,6                                                   |                                                        |
| 2013                                                   | 195.931                                                | 99,8                                                   |                                                        |
| 2014                                                   | 196.291                                                | 100,0                                                  |                                                        |
| 2015                                                   | 195.968                                                | 99,8                                                   |                                                        |
| 2016                                                   | 196.970                                                | 100,3                                                  |                                                        |
| 2017                                                   | 197.885                                                | 100,8                                                  |                                                        |
| 2018                                                   | 197.355                                                | 100,5                                                  |                                                        |
| 2019                                                   | 197.327                                                | 100,5                                                  |                                                        |
| 2020                                                   | 197.217                                                | 100,5                                                  |                                                        |
| 2021                                                   | 196.296                                                | 100,0                                                  |                                                        |
| 2022                                                   | 195.278                                                | 99,5                                                   |                                                        |
| 2023                                                   | 195.346                                                | 99,5                                                   |                                                        |
| 2024                                                   | 195.778                                                | 99,7                                                   |                                                        |
| 2025                                                   | 195.778                                                | 100,5                                                  |                                                        |

## Bezienswaardigheden

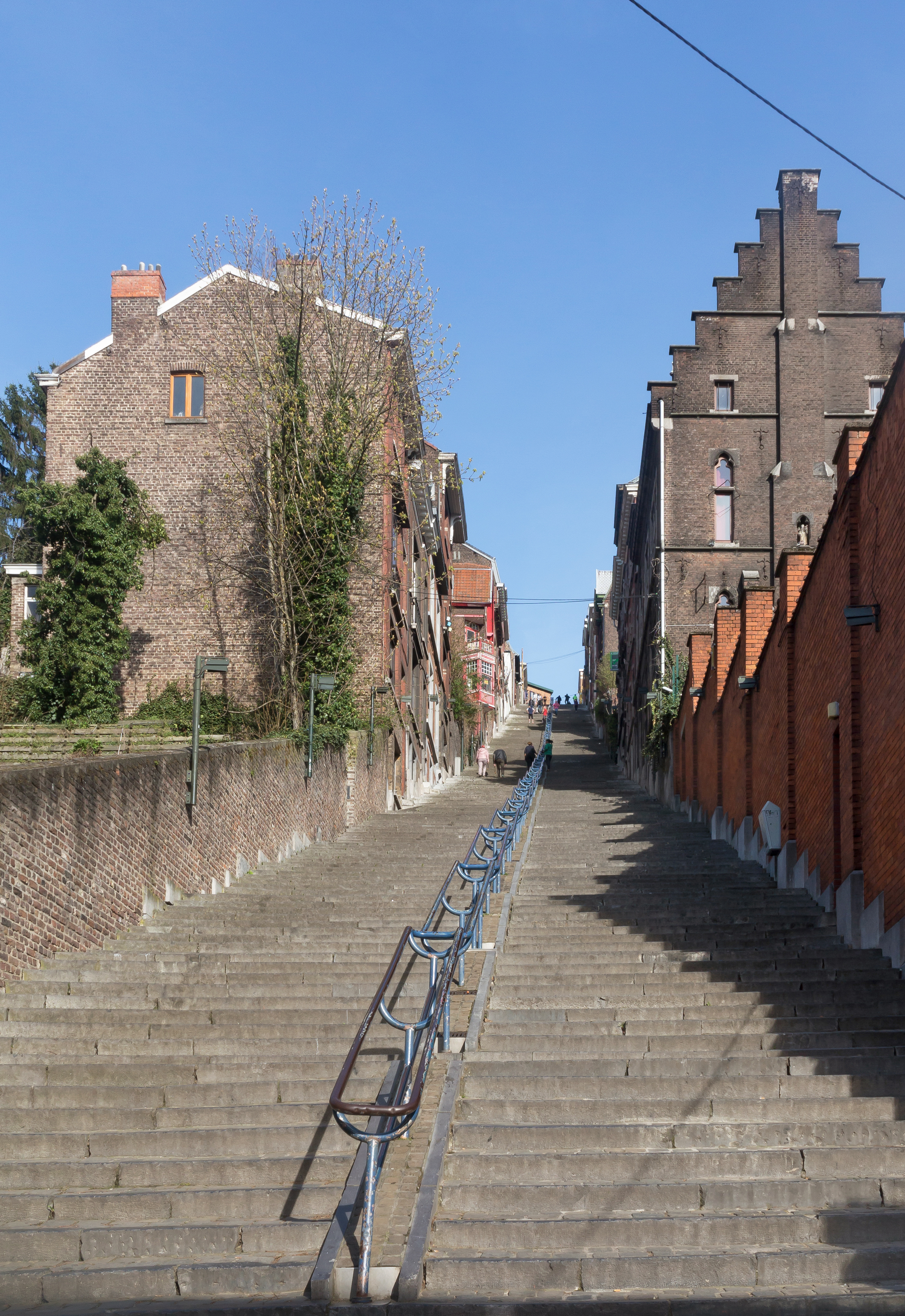
De Montagne de Bueren

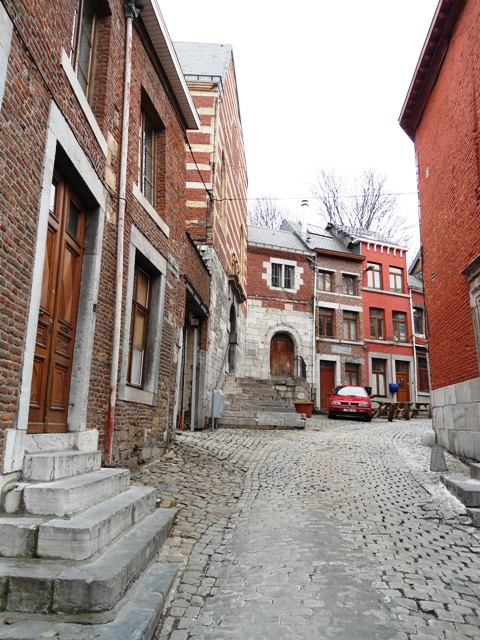
Rue Volière in de binnenstad van Luik

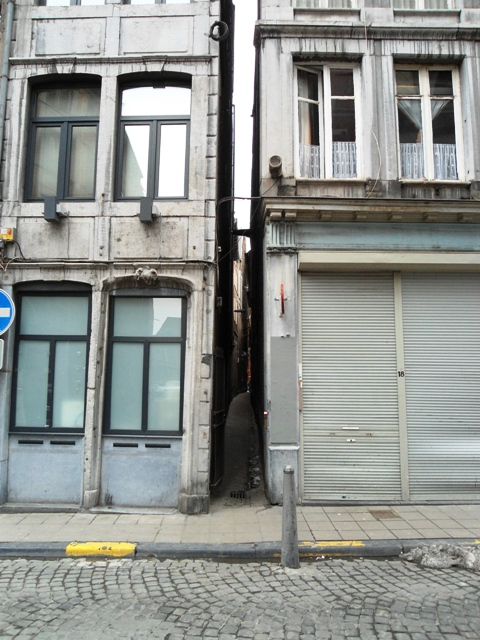
Smalle steeg in het oude centrum tussen Rue du Pont en En Neuvice

### Kerken
- Sint-Andreaskerk (Église Saint-André)
- Sint-Antoniuskerk (Église Saint-Antoine)
- Sint-Antonius en Sint-Catharinakerk (Église Saint-Antoine et Sainte-Catherine)
- Sint-Bartolomeüskerk (Collégiale Saint-Barthélemy) met het vroeg-twaalfde-eeuwse doopvont van Reinier van Hoei
- Sint-Christoffelkerk (Église Saint-Christophe)
- Sint-Denijskerk (Collégiale Saint-Denis)
- Sint-Foillankerk (Église Saint-Pholien)
- Sint-Gilliskerk (Église Saint-Gilles)
- Sint-Jacobskerk (Église Saint-Jacques), rest van de voormalige Sint-Jacobsabdij
- Sint-Janskerk (Collégiale Saint-Jean-l'Évangéliste)
- Heilig-Kruiskerk (Collégiale Sainte-Croix)
- Sint-Maartensbasiliek (Collégiale Saint-Martin)
- Sint-Niklaaskerk (Église Saint-Nicolas)
- Onze-Lieve-Vrouw-Onbevlekt-Ontvangenkerk (Église Notre-Dame-de-l'Immaculée-Conception)
- Sint-Pauluskathedraal (Cathédrale Saint-Paul)
- Sint-Remacluskerk (Église Saint-Remacle-au-Pont)
- Heilig Sacramentskerk (Église du Saint-Sacrament)
- Sint-Servaaskerk (Église Saint-Servais)
- Heilige Victor en Leonard kerk (Église Saints Victor et Léonard)
- Sint-Walburgakerk (Église Sainte-Walburge)
- Sint-Rochuskapel (Chapelle Saint-Roch)
- Sint-Augustinuskapel (Chapelle Saint-Augustin)
- Kapel van de Dochters van het Kruis (Chapelle des Filles de la Croix)
- Abdij van Onze-Lieve-Vrouw van de Vrede (Abbaye de la Paix-Notre-Dame)
- Voormalig Kartuizerklooster van Luik

### Musea

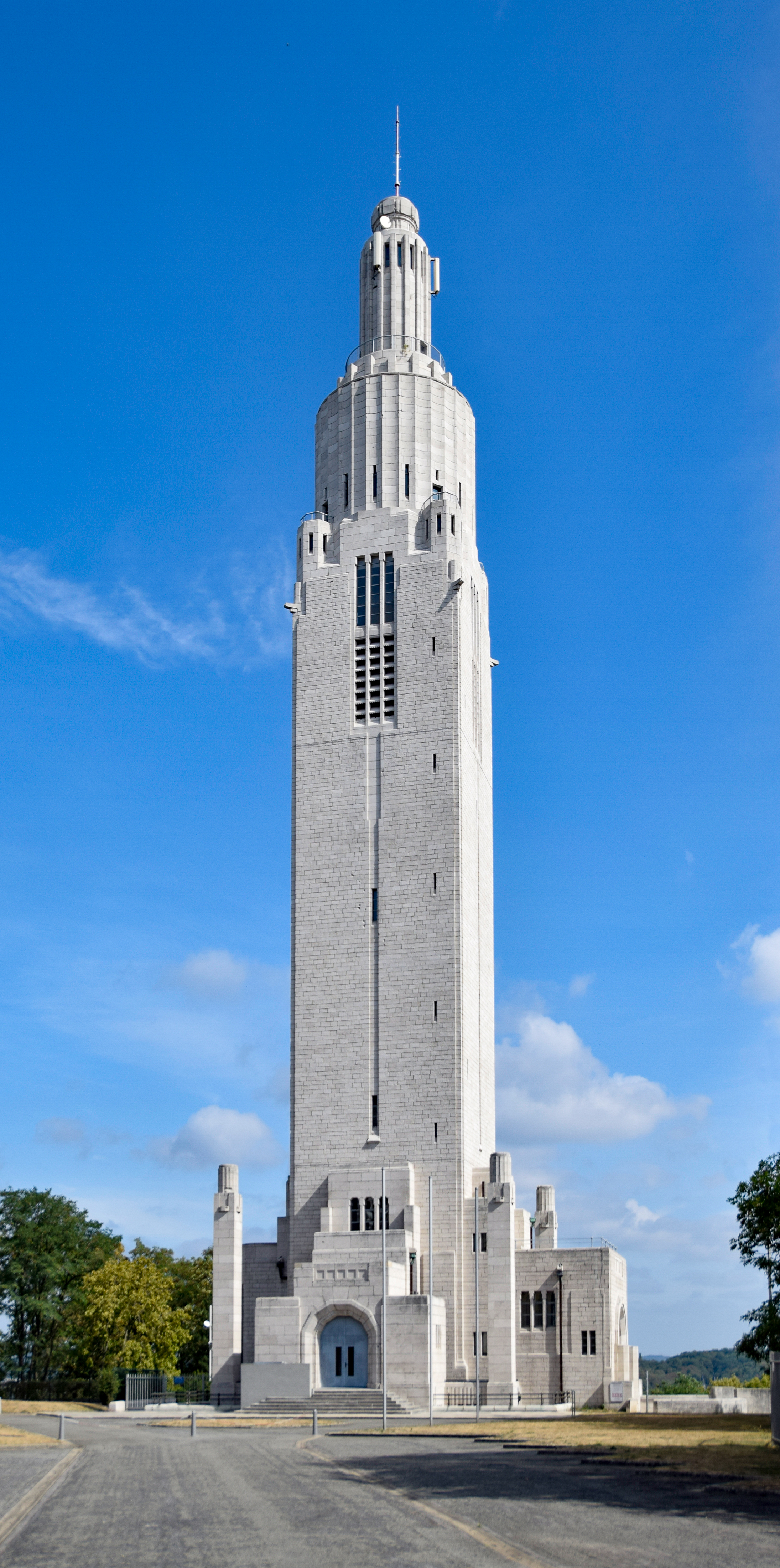
Civiel herdenkingsmonument voor de intergeallieerden

- Grand Curtius, het museum dat via een uitgebreide collectie de geschiedenis van de stad en het prinsbisdom belicht; voormalige residentie van Jan Curtius
- Archéoforum, met opgravingensrestanten Romeinse villa en Sint-Lambertuskathedraal
- Schatkamer van de Sint-Pauluskathedraal (Trésor de la Cathédrale) met onder andere kostbare middeleeuwse reliekhouders
- Ansembourg Museum, 18e-eeuws stadspaleis met zeer rijke inrichting
- Museum voor Schone Kunsten (Beaux-Arts Liège of BAL)
- Museum La Boverie (voor 2013: Museum voor moderne en hedendaagse kunst of MAMAC) in het Paleis voor Schone Kunsten van Luik
- Museum van het Waalse Leven (Musée de la Vie Wallonne), folkloristisch museum
- Tchantches Museum, marionettenmuseum met klein poppentheater
- Musée Grétry, woonhuis van de 18e-eeuwse componist André Ernest Modeste Grétry
- Huis van de metallurgie en industrie van Luik
- Museum voor het Openbaar Vervoer van Wallonië
- Musée liégeois du Luminaire
- Huis van de Wetenschap
- Zoölogisch Museum Luik
- Aquarium-Museum
- Botanische Tuinen Universiteit Luik
- Territoires de la Mémoire
- MADmusée
- Prehistomuseum, prehistoriemuseum in de gemeente Flémalle; heropend in 2016
- Openluchtmuseum van Sart-Tilman

### Overige bezienswaardigheden
- De Place Saint-Lambert met het Archéoforum en het Paleis van de Prins-bisschoppen in Luikse renaissancestijl
- De Place du Marché (Markt) met het 18e-eeuwse stadhuis van Luik en de Luikse perroen, het symbool van de stad
- De Féronstrée-buurt met een groot aantal historische kerken, stadspaleizen en de belangrijkste musea; hier wordt ook de bekende zondagse vlooienmarkt langs de Maas gehouden
- De Montagne de Bueren, trap met 374 treden, voerend vanaf de rue Hors Château in het historische centrum naar de citadel van Luik
- De Place de Bronckart, een plein gelegen tussen het station Luik-Guillemins en de Botanische tuin; het plein en de er aan gelegen huizen zijn geheel beschermd als monument
- Enkele restanten van de middeleeuwse stadsmuren, o.a. bij de Commanderij van Sint-Andreas
- Het Monument voor de intergeallieerden in art decostijl op de Cointe-heuvel
- De grote begraafplaats van Robermont
- Het station Luik-Guillemins van architect Santiago Calatrava

## Politiek

### Resultaten gemeenteraadsverkiezingen sinds 1976
| Partij               | Partij                                               | 10-10-1976 | 10-10-1976 | 10-10-1982 | 10-10-1982 | 9-10-1988 | 9-10-1988 | 9-10-1994 | 9-10-1994 | 8-10-2000 | 8-10-2000 | 8-10-2006 | 8-10-2006 | 14-10-2012 | 14-10-2012 | 14-10-2018 | 14-10-2018 | 13-10-2024 | 13-10-2024 |
| Stemmen / Zetels     | Stemmen / Zetels                                     | %          | 51         | %          | 51         | %         | 51        | %         | 49        | %         | 49        | %         | 49        | %          | 49         | %          | 49         | %          | 49         |
| -------------------- | ---------------------------------------------------- | ---------- | ---------- | ---------- | ---------- | --------- | --------- | --------- | --------- | --------- | --------- | --------- | --------- | ---------- | ---------- | ---------- | ---------- | ---------- | ---------- |
|                      | PS1 / RPSWA / PS+2                                   | 37,01      | 21         | 40,75A     | 23         | 40,081    | 23        | 32,551    | 18        | 34,831    | 20        | 37,971    | 21        | 37,951     | 22         | 30,741     | 17         | 29,372     | 16         |
|                      | RW1 / RPSWA / RWF2                                   | 14,491     | 7          | 40,75A     | 23         | 0,91      | 0         | -         |           | 0,63      | 0         | -         |           | -          |            | -          |            | -          |            |
|                      | Les Engagés                                          | -          |            | -          |            | -         |           | -         |           | -         |           | -         |           | -          |            | -          |            | 13,09      | 6          |
|                      | PSC1 / UPLB / cdH2                                   | 25,141     | 14         | 36,52B     | 21         | 18,441    | 10        | 21,781    | 12        | 19,511    | 10        | 14,362    | 7         | 14,012     | 7          | 6,762      | 3          | 13,09      | 6          |
|                      | RLL1 / UPLB / PRL2 / PRL-MCC3 / MR4 / MR pour Liège5 | 13,871     | 7          | 36,52B     | 21         | 21,662    | 12        | 19,712    | 10        | 21,263    | 11        | 26,064    | 14        | 21,194     | 11         | 17,965     | 10         | 20,184     | 11         |
|                      | ECOLO1 / Vert Ardent2 / Vert Ardent-Ecolo3           | -          |            | 11,661     | 6          | 11,321    | 6         | 11,111    | 5         | 15,431    | 8         | 12,231    | 6         | 12,231     | 6          | 14,752     | 8          | 13,993     | 7          |
|                      | PTB1/PTB+2                                           | 0,261      | 0          | 0,231      | 0          | 0,341     | 0         | 0,641     | 0         | -         |           | 1,452     | 0         | 6,412      | 2          | 16,321     | 9          | 18,311     | 9          |
|                      | AGIR                                                 | -          |            | -          |            | -         |           | 6,18      | 2         | -         |           | -         |           | -          |            | 1,49       | 0          | -          |            |
|                      | VEGA                                                 | -          |            | -          |            | -         |           | -         |           | -         |           | -         |           | 3,6        | 1          | 4,53       | 1          | -          |            |
|                      | DéFI                                                 | -          |            | -          |            | -         |           | -         |           | -         |           | -         |           | -          |            | 3,61       | 1          | 0,89       | 0          |
|                      | FN1 / Front-Nat.2                                    | -          |            | -          |            | 0,891     | 0         | 51        | 2         | 3,181     | 0         | 4,192     | 1         | -          |            | -          |            | -          |            |
|                      | PCB1/PC2                                             | 5,781      | 2          | 4,431      | 1          | 3,042     | 0         | -         |           | -         |           | 1,282     | 0         | -          |            | -          |            | -          |            |
| Anderen(*)           | Anderen(*)                                           | 3,46       | 0          | 6,4        | 0          | 3,31      | 0         | 3,03      | 0         | 5,18      | 0         | 2,46      | 0         | 4,6        | 0          | 3,84       | 0          | 4,17       | 0          |
| Totaal stemmen       | Totaal stemmen                                       | 141245     | 141245     | 127107     | 127107     | 115026    | 115026    | 105839    | 105839    | 106062    | 106062    | 113127    | 113127    | 105167     | 105167     | 107269     | 107269     | 104106     | 104106     |
| Opkomst %            | Opkomst %                                            |            |            |            |            | 87,52     | 87,52     | 84,27     | 84,27     | 83,77     | 83,77     | 86,87     | 86,87     | 80,28      | 80,28      | 81,16      | 81,16      | 79,79      | 79,79      |
| Blanco en ongeldig % | Blanco en ongeldig %                                 | 4,4        | 4,4        | 6,4        | 6,4        | 6,52      | 6,52      | 5,42      | 5,42      | 5,79      | 5,79      | 5,47      | 5,47      | 6,57       | 6,57       | 8,14       | 8,14       | 8,45       | 8,45       |

 (*) 1976: RCL (2,5%), UP (0,96%) / 1982: AAJAAT (0,55%), RAL (0,14%), RCL (3,29%), SZ (0,40%), UDRT (1,63%), Votez.W. (0,39%) / 1988: PFN (2,94%), POS (0,37%) / 1994: AAT-AAJ (0,28%), GU (1,09%), LIGUE (0,45%), PCN (0,27%), UCD (0,17%), UNIE (0,41%), V.C. (0,36%) / 2000: Bloc-W. (1,03%), PC-UG (1,49%), V.C. (0,23%), VAJ (0,78%), VIVANT (1,65%) / 2006: FNationale (1,53%), DOMINO (0,38%), Isagoria (0,24%), MAS (0,31%) / 2012: P.Pensionnés (2,43%), Parti Populaire (2,17%) / 2018: WI (0,28%), PVC (0,22%), MPE (0,21%), Parti Populaire (3,13%) / 2024: Chez Nous (2,60%), CollectifCitoyen (1,25%), PUSSC (0,32%)
De zetels van de gevormde bestuursmeerderheid worden vet aangegeven. De grootste partij is in kleur.

### Burgemeesters van Luik
- 1817–1830: Denis de Mélotte d'Envoz, (orangist)
- 1830–1838: Louis Jamme, (unionist)
- 1838–1842: Jean-Joseph Tilman
- 1842–1852: Ferdinand Piercot (liberaal)
- 1852–1857: Mathieu Closset
- 1857: Émile Louis Ansiaux (liberaal)
- 1857–1859: Jean-François Dewildt
- 1859–1862: Joseph Neuville
- 1862–1867: Ferdinand Piercot (liberaal)
- 1867–1870: Jules d'Andrimont de Mélotte (liberaal)
- 1870–1877: Ferdinand Piercot (liberaal)
- 1878–1884: Gustave Mottard (liberaal)
- 1884–1885: Julien Warnant (liberaal)
- 1885–1891: Jules d'Andrimont de Mélotte (liberaal)
- 1891–1900: Léon Gérard (liberaal)
- 1900–1921 Gustave Kleyer (liberaal)
- 1921–1927 Émile Digneffe (liberaal)
- 1927–1940 Xavier Neujean (liberaal)
- 1940–1942 Joseph Bologne (POB)
- 1944–1945 Joseph Bologne (PSB)
- 1945–1958 Paul Gruselin (PSB)
- 1959–1963 Auguste Buisseret (PLP)
- 1963–1973 Maurice Destenay (PLP)
- 1973–1976 Charles Bailly (PSB)
- 1976–1991 Edouard Close (PS)
- 1991–1995 Henri Schlitz (PS)
- 1995–1999 Jean-Maurice Dehousse (PS)
- 1999–heden: Willy Demeyer (PS)

### Stedenbanden
- Aken (Duitsland) sinds 1955
- Esch-sur-Alzette (Luxemburg) sinds 1958
- Keulen (Duitsland), sinds 1958
- Krakau (Polen), sinds 1978
- Lubumbashi (D.R. Congo), sinds 1961
- Maastricht (Nederland), sinds 1955
- Nancy (Frankrijk), sinds 1954
- Pilsen (Tsjechië), sinds 1977
- Porto (Portugal), sinds 1977
- Rijsel (Frankrijk), sinds 1958
- Rotterdam (Nederland), sinds 1958
- Saint-Louis (Senegal), sinds 1980
- Tanger (Marokko)
- Turijn (Italië), sinds 1958
- Wolgograd (Rusland), sinds 1959

## Transport

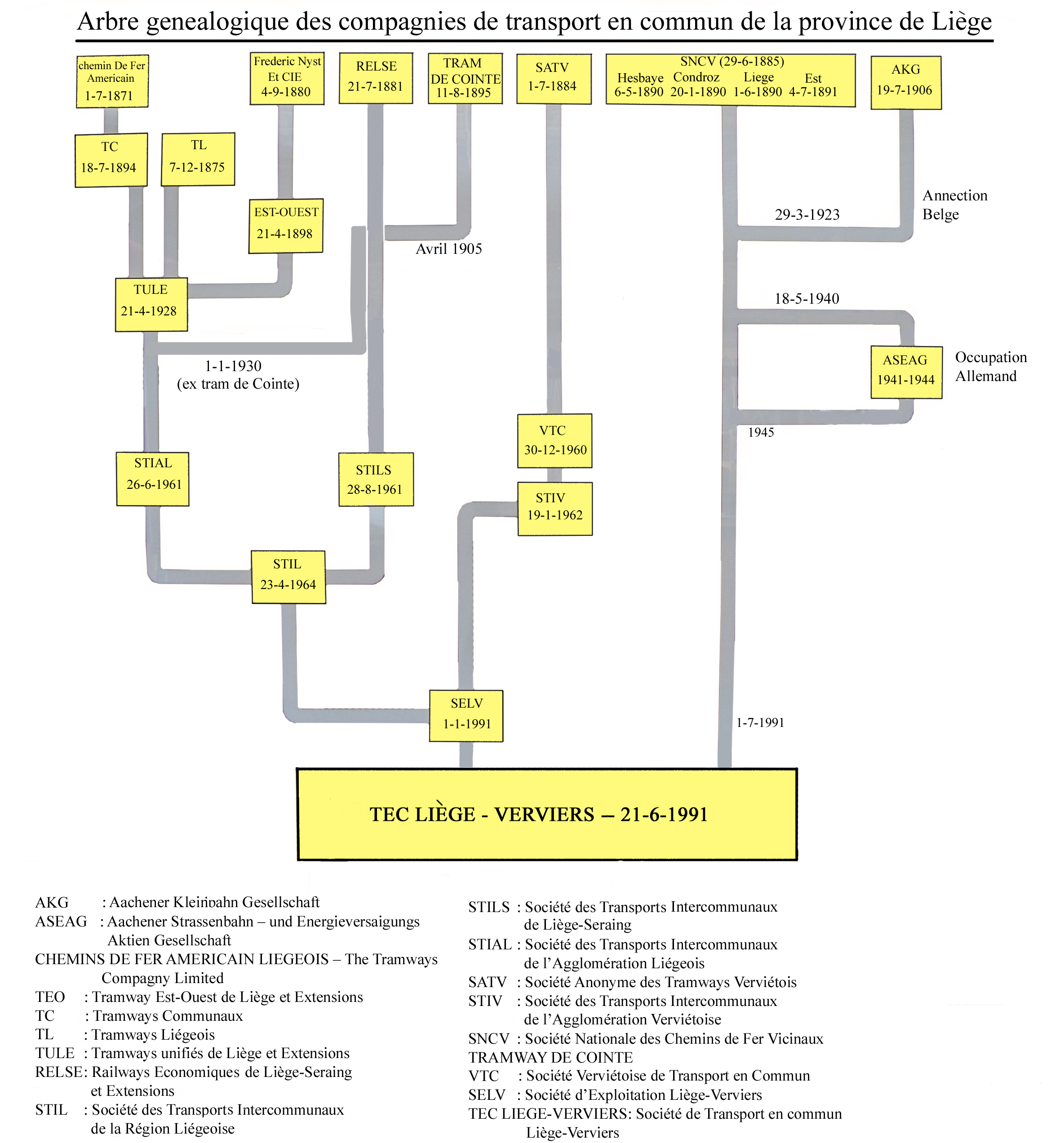
De stamboom van de trammaatschappijen in de provincie

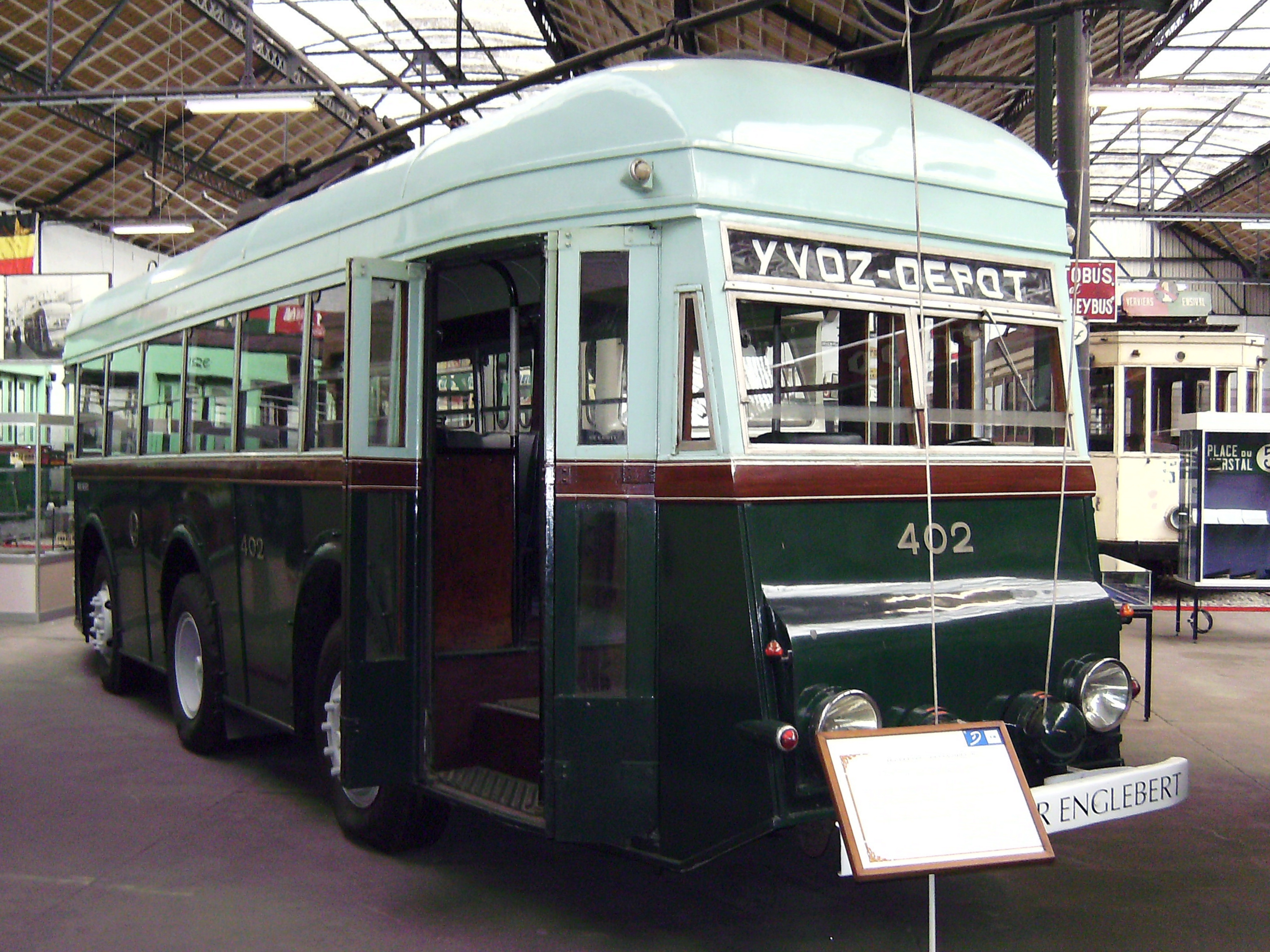
Bijzondere Luikse trolleybus die in twee richtingen kan rijden

### Spoor en trams

#### 19deen 20steeeuw
Door de vroege industriële ontwikkeling heeft Luik een heel uitgebreid spoornet gekend met veel industrie-aansluitingen (zie: kaart). Het hoogteverschil tussen de rivier en de hoogvlaktes bij Ans kon maar moeilijk overbrugd worden. De rechtstreekse spoorlijn tussen Ans en Guillemins kon door de flinke helling niet gebruikt worden door goederentreinen. Hiervoor zijn twee alternatieve routes aangelegd, waaronder een stadsspoor dat door het centrum van de stad rijdt. Het hoofdstation van de stad, station Luik-Guillemins, een belangrijk verkeersknooppunt, ligt buiten het centrum. Het station Luik-Sint-Lambertus is in het hart van de stad, gelegen aan de stadslijn naar Herstal. Op dezelfde lijn ligt ook station Luik-Carré.
Op 20 januari 1872 werd de eerste tramlijn, Guillemins Coronmeuse, geopend door de "The Liège Tramway Company Ltd". Al snel volgden diverse andere tramlijnen, geopend door diverse trammaatschappijen. Van deze maatschappijen bleven er na fusies maar uiteindelijk drie trambedrijven over:
- TULE: Tramways Unifies de Liège et Extensions
- RELSE: Railways Économiques de Liège-Seraing et Extensions
- NMVB: de nationale maatschappij van buurtspoorwegen die naast de regionale lijnen een stadsnet exploiteerde.

De TULE- en RELSE-trams reden op normaalspoor en de NMVB-trams op meterspoor.
In 1930 werden trolleybussen ingevoerd, die beter geschikt waren voor de hellingen dan de zwak gemotoriseerde bussen van die tijd. De laatste trolleybuslijn werd in 1971 opgeheven. In de 20e eeuw was er ook een metroproject, de TAU (Train Automatique Urbain), een automatische metro. Hiervan is nog een prototype in het Museum voor het Openbaar Vervoer van Wallonië te zien. 

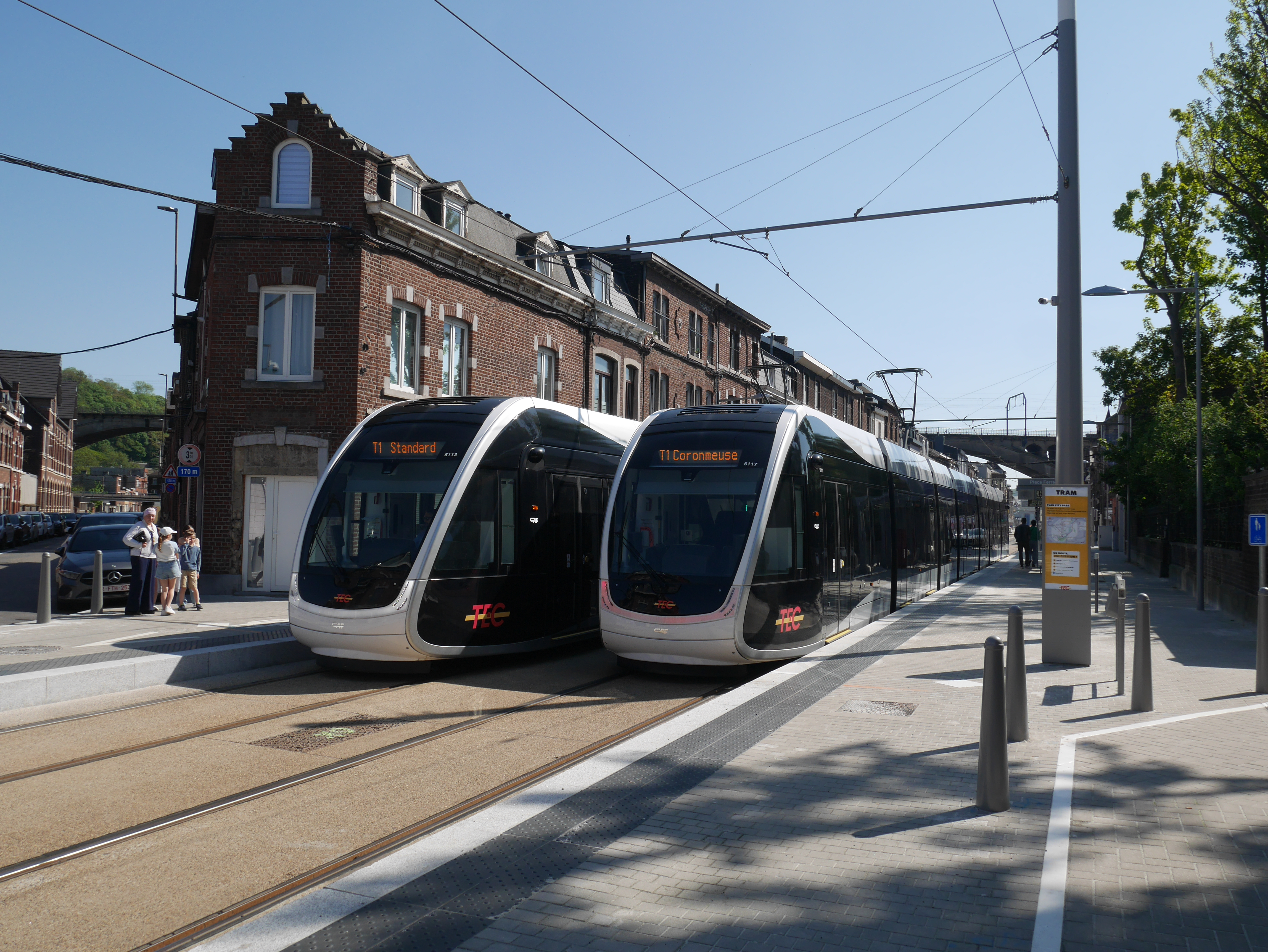
De halte Sclessin op de dag van de indienststelling.

Aan het begin van de jaren 1960 werden de TULE- en RELSE-tramlijnen gefuseerd in de STIL (Société des Transports Intercommunaux de Liège), maar op 1 september 1964 werden de twee laatste tramlijnen, 1 en 4, verbust.  

#### 21steeeuw
In 2019 startten de bouwwerken voor een nieuwe tramlijn langs de oevers van de Maas. Sinds 28 april 2025 werd de Luikse tram geherintroduceerd en rijdt er terug een tram door het Luikse stadscentrum. Het  hele tram- en busnetwerk werd hierbij grondig hervormd.
Internationaal openbaar busvervoer van en naar Luik wordt sinds enkele jaren aangeboden door Flixbus.

### Haven
De Port autonome de Liège (PAL), de autonome haven van Luik, is de eerste binnenhaven van België en de derde binnenhaven van Europa. In  2008 werd er 21,8 miljoen ton aan goederen behandeld, in 2023 bedroeg dit 16 miljoen ton. De haven ligt langs de Maas en aan het begin van het Albertkanaal.

### Luchthaven
Liège Airport, ook wel Luchthaven Luik-Bierset, (ICAO: EBLG/IATA: LGG) is een luchthaven 10 km ten westen van de stad Luik. De luchthaven ligt op het grondgebied van Bierset, een deelgemeente van Grâce-Hollogne. In België is het de grootste goederenluchthaven en de op twee na grootste passagiersluchthaven na Brussels Airport en Brussels South Charleroi Airport.

## Sport

### Voetbal
Luik is een van de belangrijke steden in het Belgische voetbal. Club Luik werd in 1896 de allereerste Belgische kampioen en zou in totaal vijf landstitels behalen. Een andere Luikse club, Standard Luik, behaalde later tien titels. Standard is nu een vaste waarde in de Eerste Klasse; Club Luik is gezakt naar de lagere nationale reeksen. De clubs spelen hun thuiswedstrijden in respectievelijk het Stade Maurice Dufrasne (27.670 zitplaatsen), in de wijk Sclessin, en het Stade de la rue Gilles Magnée (3.000 plaatsen), in de buurgemeente Ans. Ook RUS Liège speelde voor de Tweede Wereldoorlog een aantal seizoenen in de nationale reeksen. Later haalden ook clubs als Royale Union Liégeoise en RCSJ de Grivegnée even nationaal, alvorens te verhuizen of te degraderen. Luik was met het Stade Maurice Dufrasne speelstad bij het EK voetbal van 1972 en 2000.

### Wielrennen
De stad is start- en aankomstplaats van de wielerwedstrijd Luik-Bastenaken-Luik. De wedstrijd werd voor het eerst gereden in 1892, waarmee het de oudste wielerklassieker is. De start vindt plaats op de Place Saint-Lambert en de finish op de Quai des Ardennes. Hier lag eveneens de finish van de 2e etappe van de ronde van Frankrijk 2017. In het verleden lag de finish op de Boulevard de la Sauvenière, erna lag de finish tussen 1992 en 2018 in de Luikse voorstad Ans. In 2019 en 2020 lag de finish van 'LBL' op de Boulevard d'Avroy. Al negen keer fungeerde Luik als finishplaats van de Tour de France. In 1965 bestond de eerste etappe uit twee delen, er werd beide keren in Luik gefinisht. Daarnaast is er nog eenmaal een etappe begonnen in Luik. In 2004 en 2012 vond Le Grand Départ er plaats. Verder werden in 1930 in Luik de wereldkampioenschappen wielrennen georganiseerd. De Italiaan Alfredo Binda won er de wegwedstrijd voor beroepsrenners.

### Overig
In de Eerste klasse van het Belgische basketbal speelt Liège Basket.

## Afbeeldingen
|  |  |  |  |  |